# Elisabet de Baviera (reina d'Alemanya)
Elisabet de Baviera (h. 1227, Landshut, Alemanya-9 d'octubre de 1273) va ser la reina consort de Conrad IV d'Alemanya.

## Biografia

### Família
Fou la filla major d'Otó II de Wittelsbach, i Agnès del Palatinat. Els seus avis materns van ser Enric V, comte Palatí del Rin i Agnès de Hohenstaufen. Agnès la Major fou filla de Conrad de Hohenstaufen i Irmingarda de Henneberg.

### Matrimonis i descendència
El seu pare Otó II s'havia convertit en defensor de l'emperador Frederic II del Sacre Imperi Romanogermànic en 1241, després d'un conflicte inicial entre ells. La seva aliança política portaria al matrimoni del fill major dels Hohenstaufen amb la filla major dels Wittelsbach. Aquest fill fou Conrad IV d'Alemanya, fill i hereu de Frederic II. El seu matrimoni va tenir lloc l'1 de setembre de 1246, en el seu Landshut natal.
Elisabet i Conrad van tenir només un fill:
- Conradí de Sicília (25 de març de 1252-29 d'octubre de 1268).

El seu sogre Frederic II va morir el 13 de desembre de 1250. Encara estava implicat en una guerra contra el papa Innocenci IV i els seus aliats en l'època de la seva mort. Conrad IV continuaria la guerra fins que ell mateix va morir de malària en Forentum, Basilicata el 21 de maig de 1254.
Elisabet va romandre vídua durant cinc anys. Es va casar per segona vegada amb Meinard II & IV, comte de Goricia-Tirol el 6 d'octubre de 1259. Van tenir sis fills: 
- Elisabet de Tirol (1262-1312), dona d'Albert I d'Habsburg (1248-1308), es va convertir en reina consort de romans en 1298.
- Otó III de Caríntia (m. 1310), pare d'Elisabet de Caríntia, regna consort de Sicília com a dona de Pere II de Sicília.
- Albert II de Gorízia-Tirol, m. 1292.
- Lluís de Gorízia-Tirol, m. 1305.
- Enric I (h. 1270-1335), rei de Bohèmia 1306 i 1307-10, duc de Caríntia 1310-35, comte de Tirol.
- Agnès de Caríntia (m. 1293), dona de Frederic I, margravi de Meissen (1257-1323), net de l'emperador Frederic II, el seu únic fill, Frederic de Meissen premorí al seu pare.